# Glenn Murcutt
Glenn Murcutt (Londres, Reino Unido, 25 de julio de 1936) es un arquitecto australiano. También es el presidente fundador de la Asociación de Arquitectura de Australia. Ganó la Medalla Alvar Aalto en 1992, y el Premio Pritzker en el 2002.

## La práctica
Contrario a la mayoría de arquitectos contemporáneos, Murcutt trabaja solo, diseñando en su mayoría proyectos residenciales en Australia. No diseña fuera de su país, pero su trabajo es reconocido internacionalmente por el fomento que brindan sus estructuras al paisaje en vez de competir con él, ha influenciado a diversos profesionales a nivel mundial, en parte debido a las charlas y maestrías que Murcutt imparte por todo el mundo.
Glenn reconoce que su inspiración tiene sus orígenes en los trabajos de grandes arquitectos como Mies Van der Rohe y Pierre Chareau aplicando sus estilos a sus obras; todas influenciadas por el clima de la región son una combinación de sensibilidad, artesanía local, mano de obra del sitio y el respeto por la naturaleza.

## Premio Pritzker

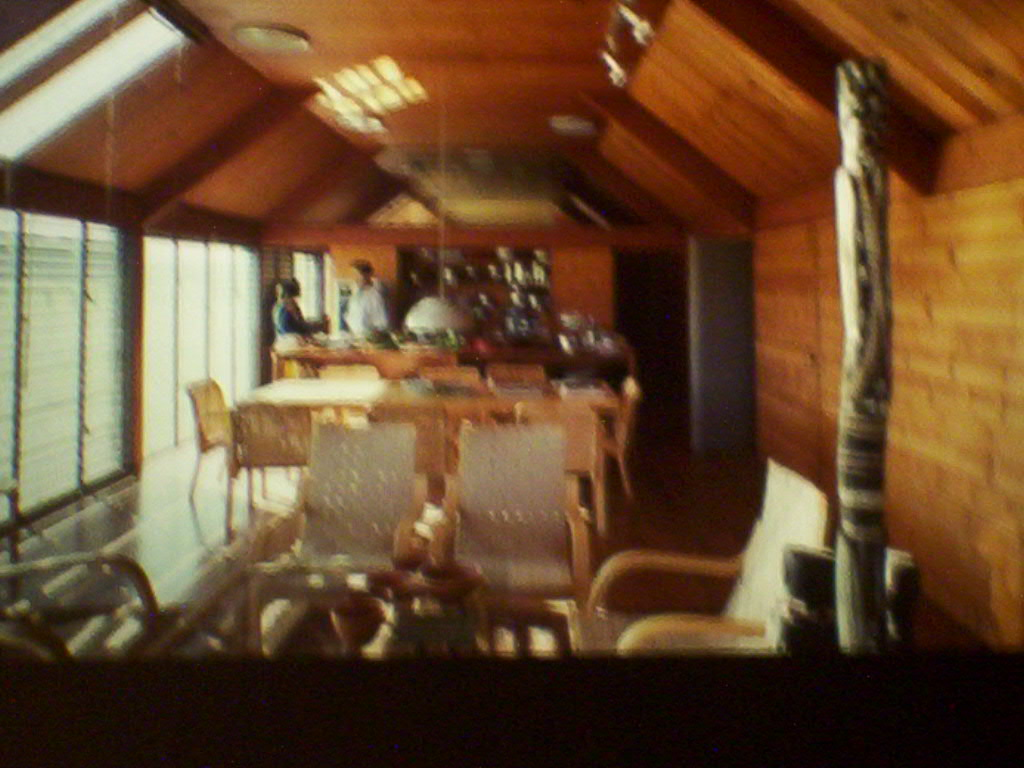
Casa Marie Short.

En el año 2001 fue galardonado con el prestigioso Premio Pritzker.

En una época obsesionada con las celebridades, el brillo de nuestros "arquitectos estrella", apoyado por grandes oficinas y profusas relaciones públicas, domina los titulares. En total contraste, Murcutt trabaja en una oficina de una sola persona al otro lado del mundo... aun así, tiene una lista de espera de clientes, a los cuales pretende brindar el mejor proyecto que él pueda producir. Él es un profesional innovador de la arquitectura, quien es capaz de dirigir su sensibilidad hacia el ambiente y lo regional, y producir obras de arte totalmente honestas y humildes.
Jurado del Premio Pritzker

## Su vida
Creció en el distrito Morobe de Nueva Guinea, donde desarrolló una preferencia por la arquitectura simple y primitiva. Su padre le introdujo a la arquitectura de Ludwig Mies van der Rohe y la filosofía de  Henry David Thoreau, y ambas cosas influenciaron su estilo arquitectónico.
Estudió Arquitectura en la Universidad de Nueva Gales del Sur de 1956 a 1961, donde se hizo amigo de otros estudiantes que luego serían prominentes en su campo, como el director Jim Sharman, el diseñador teatral Brian Thomson y el productor cinematográfico Matt Carroll.
Durante este período, trabajó con una serie de arquitectos. Después de graduarse, viajó por 2 años, volviendo a Australia en 1964 para trabajar en la oficina de Ancher, Mortlock, Murray & Woolley. Ahí laboró por 5 años antes de establecer su propia práctica en Sídney, Australia en 1970.

## Citas
- "Toca la tierra ligeramente" (proverbio de los aborígenes de Australia)
- "Empieza tu carrera del mismo modo que quieres terminarla." (Murcutt indica que esto se lo dijo su padre, al graduarse como arquitecto en los años 60)
- «No me interesa la gente individualmente, sino en cuanto consumidora anónima de arquitectura. De ahí que la mayor parte de mi obra se centre en la vivienda unifamiliar. [...] Evito intencionadamente los grandes edificios; son encargos que me aíslan de los consumidores.»[8]

## Proyectos construidos

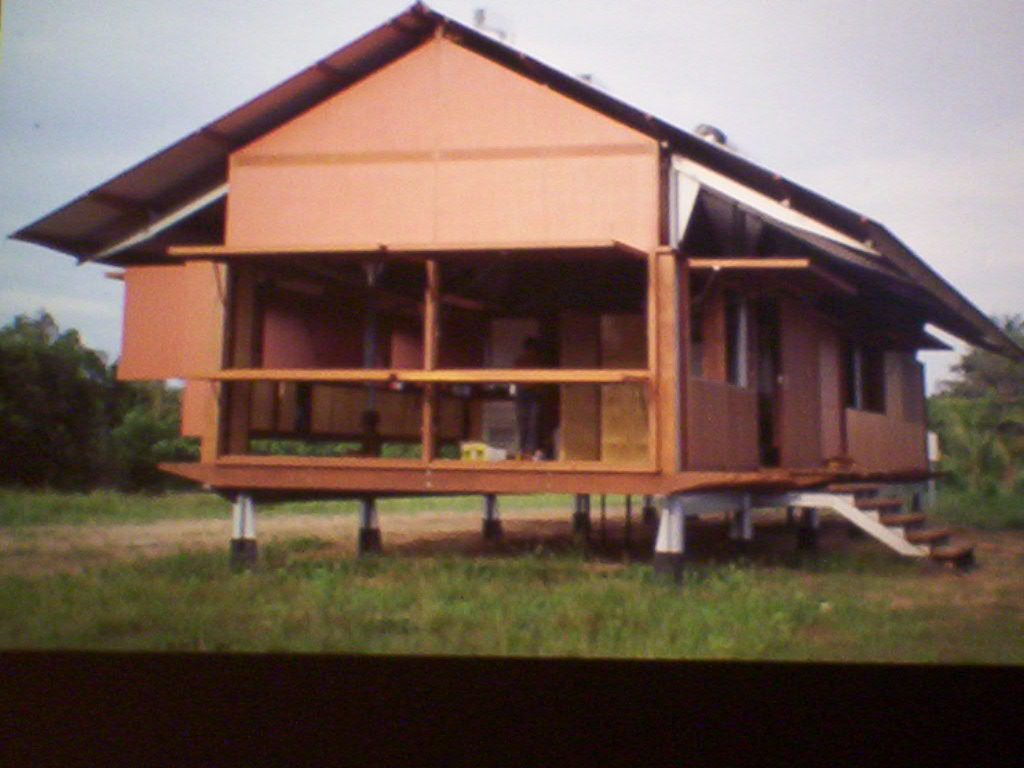
Casa Marika-Alderton.

- 1972-74: Casa Laurie Sport, Sídney (Nueva Gales del Sur)
- 1974-75: Casa Marie Short, Kempsey (NSW)
- 1977-80: Casa Nicholas, Monte Irvine (NSW)
- 1977-80: Casa Carruthers House, Monte Irvine (NSW)
- 1980-83: Casa Ball-Eastaway, Glenory, Sídney (NSW)
- 1983-86: "Littlemore House", Woollahra, Sídney, New South Wales.[9]
- 1976-88: Museo de Historia Local y Oficina de Turismo, Kempsey (NSW)
- 1981-82: Casa Fredericks, Jamberoo (NSW)
- 1982-84: Casa Magney, Bingie Bingie (NSW)
- 1986-90: Casa Magney, Sídney (NSW)
- 1988-91: Casa Done, Sídney (NSW)
- 1988-92: Casa Meagher, Bowral (NSW)
- 1989-94: Casa Simpson-Lee, Monte Wilson (NSW)
- 1991-94: Casa Marika-Alderton, Comunidad de Yirrkala, Tierra de Arnhern del Este (NT)
- 1992: Estudio para invitados Murcutt, Kempsey (NSW)[10]
- 1992-94: Centro de información para visitantes de Bowali, Parque Nacional Kakadu (NT), en colaboración con Troppo Architects
- 1994-96: Casa Schnaxl, Newport, Sídney (NSW)
- 1996-98: Casa Fletcher-Page, Valle del Canguro (NSW)
- 1995-96: Casa de Douglas y Ruth Murcutt, Woodside (SA)
- 1996-99: Centro de Arte Arthur e Yvonne Boyd, Riversdale, Cambewarra del Oeste (NSW), en colaboración con Reg Lark y Wendy Lewin
- 1997-2001: Casa en las Mesetas del Sur (NSW)